# Langenargen
Langenargen è un comune tedesco di 7 573 abitanti, situato nel land del Baden-Württemberg.

## Amministrazione

### Gemellaggi
- Noli, dal 2005